# Media Source Extensions
Media Source Extensions (también conocido como MSE) es una especificación W3C que le permite a JavaScript enviar flujos de datos a códecs de medios dentro de navegadores web que soporten video en HTML5. Entre otros posibles usos, esto permite el búfer de datos para transmisión de medios en tiempo real enteramente en JavaScript. Media Source Extensions es compatible con la especificación Encrypted Media Extensions (también conocido como EME), pero no se debe confundir ambas. Ninguna de ellas son interdependientes.
Netflix anunció soporte experimental de reproducción vía MSE en junio de 2014, para el navegador web Safari en la versión beta del sistema operativo OS X Yosemite.
YouTube comenzó a usar MSE en su reproductor HTML5 en septiembre de 2013.

## Soportes de navegadores web
- Apple Safari 8 en OS X.[3]
- Google Chrome desde comienzos de 2013, también en Android.[3]
- Mozilla Firefox 42 con soporte para todos los sitios web desde el 3 de noviembre de 2015,[4] con un subconjunto de funciones disponibles para usar sólo con YouTube en Windows Vista o en versiones más recientes de Windows.[5] Firefox agregó el mismo subconjunto de MSE para la reproducción de YouTube en macOS a partir de Firefox 38.[6]
- Microsoft Edge desde su lanzamiento en noviembre de 2015.[7]
- Microsoft Internet Explorer desde la versión 11 en Windows 8.1, en octubre de 2013.[3]
- Opera desde la versión 30, del 9 de junio de 2015.[8]
- Pale Moon desde la versión 27.0, del 22 de noviembre de 2016.[9]

## Reproductores
- Reproductor de video por Comcast Technology Solutions
- THEOplayer por OpenTelly: reproductor HLS y MPEG-DASH para soporte multiplataforma de HTML5 sin la necesidad de plugin Flash[10]
- Reproductor MPEG-DASH de Bitmovin para MSE y EME en HTML5[11]
- dash-js para MSE en HTML5[12]
- dash.js para MSE y EME en HTML5[13]
- rx-player para MSE y EME en HTML5 (en vivo y a pedido)[14]
- hls.js para MSE en HTML5[15][16]
- hasplayer.js para MSE y EME en HTML5, con soporte para DASH, transmisión suave y HLS[17]
- JW Player 7 y versiones más recientes, usando MSE y EME en HTML5[18]
- El reproductor de medios Azure soporta MSE, EME, DASH, HLS, Flash y Silverlight. las direcciones web de transmisión de medios en tiempo real se publican en un ism/manifest[19]
- El reproductor HTML5 de Unreal usa MSE para reproducción de baja latencia (subsegundo) en vivo de transmisiones enviadas vía WebSockets por Unreal Media Server[20]